# 埃塞基耶尔·帕迪利亚·佩尼亚洛萨
埃塞基耶尔·帕迪利亚·佩尼亚洛萨（1890年12月31日—1971年9月6日），是墨西哥的政治家、外交官。帕迪利亚曾作为众议员，在1928年至1930年担任教育部长，其后转任驻匈牙利大使。二战爆发后回国被卡马乔政府任命为外交部长，他在任内积极倡导美洲团结，并因此领导美洲各国外长会议。